# Lijst van Duitse ministers van Defensie
Deze pagina bevat een lijst van Duitse ministers van Defensie.

## Rijksministers van Defensie van deWeimarrepubliek(1919–1933)
| Nr. | Rijksminister van Defensie        | Rijksminister van Defensie | Rijksminister van Defensie                             | Ambtstermijn                                | Ambtstermijn    | Partij(en)    | Rijks- kanselier(s)        | Kabinet(ten) |
| --- | --------------------------------- | -------------------------- | ------------------------------------------------------ | ------------------------------------------- | --------------- | ------------- | -------------------------- | ------------ |
| 1   |                                   | Gustav Noske               | Gustav Noske (1868–1946)                               | 13 februari 1919                            | 27 maart 1920   | SPD           | Philipp Scheidemann (1919) | Scheidemann  |
| 1   | Gustav Bauer (1919–1920)          | Gustav Noske               | Gustav Noske (1868–1946)                               | 13 februari 1919                            | 27 maart 1920   | SPD           | Bauer                      |              |
| 2   |                                   | Otto Geßler                | Otto Geßler (1875–1955)                                | 27 maart 1920                               | 20 januari 1928 | DDP (1920–27) | Hermann Müller (1920)      | Müller I     |
| 2   | Constantin Fehrenbach (1920–1921) | Otto Geßler                | Otto Geßler (1875–1955)                                | 27 maart 1920                               | 20 januari 1928 | DDP (1920–27) | Fehrenbach                 |              |
| 2   | Joseph Wirth (1921–1922)          | Otto Geßler                | Otto Geßler (1875–1955)                                | 27 maart 1920                               | 20 januari 1928 | DDP (1920–27) | Wirth I                    |              |
| 2   | Joseph Wirth (1921–1922)          | Otto Geßler                | Otto Geßler (1875–1955)                                | 27 maart 1920                               | 20 januari 1928 | DDP (1920–27) | Wirth II                   |              |
| 2   | Wilhelm Cuno (1922–1923)          | Otto Geßler                | Otto Geßler (1875–1955)                                | 27 maart 1920                               | 20 januari 1928 | DDP (1920–27) | Cuno                       |              |
| 2   | Gustav Stresemann (1923)          | Otto Geßler                | Otto Geßler (1875–1955)                                | 27 maart 1920                               | 20 januari 1928 | DDP (1920–27) | Stresemann I               |              |
| 2   | Gustav Stresemann (1923)          | Otto Geßler                | Otto Geßler (1875–1955)                                | 27 maart 1920                               | 20 januari 1928 | DDP (1920–27) | Stresemann II              |              |
| 2   | Wilhelm Marx (1923–1925)          | Otto Geßler                | Otto Geßler (1875–1955)                                | 27 maart 1920                               | 20 januari 1928 | DDP (1920–27) | Marx I                     |              |
| 2   | Wilhelm Marx (1923–1925)          | Otto Geßler                | Otto Geßler (1875–1955)                                | 27 maart 1920                               | 20 januari 1928 | DDP (1920–27) | Marx II                    |              |
| 2   | Hans Luther (1925–1926)           | Otto Geßler                | Otto Geßler (1875–1955)                                | 27 maart 1920                               | 20 januari 1928 | DDP (1920–27) | Luther I                   |              |
| 2   | Hans Luther (1925–1926)           | Otto Geßler                | Otto Geßler (1875–1955)                                | 27 maart 1920                               | 20 januari 1928 | DDP (1920–27) | Luther II                  |              |
| 2   | Wilhelm Marx (1926–1928)          | Otto Geßler                | Otto Geßler (1875–1955)                                | 27 maart 1920                               | 20 januari 1928 | DDP (1920–27) | Marx III                   |              |
| 2   | Wilhelm Marx (1926–1928)          | Otto Geßler                | Otto Geßler (1875–1955)                                | 27 maart 1920                               | 20 januari 1928 |               | O (1927–28)                | Marx IV      |
| 3   | Wilhelm Marx (1926–1928)          |                            | Wilhelm Groener                                        | Generalleutnant Wilhelm Groener (1867–1939) | 20 januari 1928 | 1 juni 1932   | O                          | Marx IV      |
| 3   |                                   | Hermann Müller (1928–1930) | Wilhelm Groener                                        | Generalleutnant Wilhelm Groener (1867–1939) | 20 januari 1928 | 1 juni 1932   | O                          | Müller II    |
| 3   | Heinrich Brüning (1930–1932)      | Brüning I                  | Wilhelm Groener                                        | Generalleutnant Wilhelm Groener (1867–1939) | 20 januari 1928 | 1 juni 1932   | O                          |              |
| 3   | Heinrich Brüning (1930–1932)      | Brüning II                 | Wilhelm Groener                                        | Generalleutnant Wilhelm Groener (1867–1939) | 20 januari 1928 | 1 juni 1932   | O                          |              |
| 4   |                                   | Kurt von Schleicher        | General der Infanterie Kurt von Schleicher (1882–1934) | 1 juni 1932                                 | 30 januari 1933 | O             | Franz von Papen (1932)     | Papen        |
| 4   | Kurt von Schleicher (1932–1933)   | Kurt von Schleicher        | General der Infanterie Kurt von Schleicher (1882–1934) | 1 juni 1932                                 | 30 januari 1933 | O             | Schleicher                 |              |

## Rijksministers van Defensie/Oorlog vanNazi-Duitsland(1933–1945)
| Nr.   | Rijksminister van Defensie             | Rijksminister van Defensie             | Rijksminister van Defensie                           | Ambtstermijn                          | Ambtstermijn    | Partij(en)  | Rijks- kanselier(s)                      | Kabinet(ten) |
| ----- | -------------------------------------- | -------------------------------------- | ---------------------------------------------------- | ------------------------------------- | --------------- | ----------- | ---------------------------------------- | ------------ |
| 1     |                                        | Werner von Blomberg                    | Generaloberst Werner von Blomberg (1878–1946)        | 30 januari 1933                       | 20 mei 1935     | O           | Adolf Hitler (1933–1945)                 | Hitler       |
| Nr.   | Rijksminister van van Oorlog           | Rijksminister van van Oorlog           | Rijksminister van van Oorlog                         | Ambtstermijn                          | Ambtstermijn    | Partij(en)  | Rijks- kanselier(s)                      | Kabinet(ten) |
| (1)   |                                        | Werner von Blomberg                    | Generalfeldmarschall Werner von Blomberg (1878–1946) | 20 mei 1935                           | 4 februari 1938 | O           | Adolf Hitler (1933–1945)                 | Hitler       |
| Nr.   | Chef van de Oberkommando der Wehrmacht | Chef van de Oberkommando der Wehrmacht | Chef van de Oberkommando der Wehrmacht               | Ambtstermijn                          | Ambtstermijn    | Partij(en)  | Rijks- kanselier(s)                      | Kabinet(ten) |
| 2     |                                        | Wilhelm Keitel                         | Generalfeldmarschall Wilhelm Keitel (1882–1946)      | 4 februari 1938                       | 13 mei 1945     | NSDAP       | Adolf Hitler (1933–1945)                 | Hitler       |
| 2     | Joseph Goebbels (1945)                 | Wilhelm Keitel                         | Generalfeldmarschall Wilhelm Keitel (1882–1946)      | 4 februari 1938                       | 13 mei 1945     | NSDAP       | Goebbels                                 |              |
| 2     | Lutz Schwerin von Krosigk (1945)       | Wilhelm Keitel                         | Generalfeldmarschall Wilhelm Keitel (1882–1946)      | 4 februari 1938                       | 13 mei 1945     | NSDAP       | Schwerin von Krosigk (Flensburgregering) |              |
| [ 6 ] | Lutz Schwerin von Krosigk (1945)       |                                        | Alfred Jodl                                          | Generaloberst Alfred Jodl (1890–1946) | 13 mei 1945     | 23 mei 1945 | Schwerin von Krosigk (Flensburgregering) | NSDAP        |
| Nr.   | Rijksminister van van Oorlog           | Rijksminister van van Oorlog           | Rijksminister van van Oorlog                         | Ambtstermijn                          | Ambtstermijn    | Partij(en)  | Rijks- kanselier(s)                      | Kabinet(ten) |
| 3     |                                        | Karl Dönitz                            | Großadmiral Karl Dönitz (1891–1980)                  | 30 april 1945                         | 23 mei 1945     | NSDAP       | Joseph Goebbels (1945)                   | Goebbels     |
| 3     | Lutz Schwerin von Krosigk (1945)       | Karl Dönitz                            | Großadmiral Karl Dönitz (1891–1980)                  | 30 april 1945                         | 23 mei 1945     | NSDAP       | Schwerin von Krosigk (Flensburgregering) |              |

## Ministers van Defensie van deDuitse Democratische Republiek(1956–1990)
| Nr. | Minister van Defensie        | Minister van Defensie   | Minister van Defensie                   | Ambtstermijn                          | Ambtstermijn     | Partij(en)       | Voorzitters van de Ministerraad | Kabinet(ten)  |
| --- | ---------------------------- | ----------------------- | --------------------------------------- | ------------------------------------- | ---------------- | ---------------- | ------------------------------- | ------------- |
| 1   |                              | Willi Stoph             | Willi Stoph (1914–1999)                 | 1 maart 1956                          | 14 juli 1960     | SED              | Otto Grotewohl (1949–1964)      | Grotewohl III |
| 1   | Grotewohl IV                 | Willi Stoph             | Willi Stoph (1914–1999)                 | 1 maart 1956                          | 14 juli 1960     | SED              | Otto Grotewohl (1949–1964)      |               |
| 2   |                              | Heinz Hoffmann          | Armeegeneral Heinz Hoffmann (1910–1985) | 14 juli 1960                          | 2 december 1985  | SED              | Otto Grotewohl (1949–1964)      |               |
| 2   | Grotewohl V                  | Heinz Hoffmann          | Armeegeneral Heinz Hoffmann (1910–1985) | 14 juli 1960                          | 2 december 1985  | SED              | Otto Grotewohl (1949–1964)      |               |
| 2   | Willi Stoph (1964–1973)      | Heinz Hoffmann          | Armeegeneral Heinz Hoffmann (1910–1985) | 14 juli 1960                          | 2 december 1985  | SED              | Stoph I                         |               |
| 2   | Willi Stoph (1964–1973)      | Heinz Hoffmann          | Armeegeneral Heinz Hoffmann (1910–1985) | 14 juli 1960                          | 2 december 1985  | SED              | Stoph II                        |               |
| 2   | Willi Stoph (1964–1973)      | Heinz Hoffmann          | Armeegeneral Heinz Hoffmann (1910–1985) | 14 juli 1960                          | 2 december 1985  | SED              | Stoph III                       |               |
| 2   | Horst Sindermann (1973–1976) | Heinz Hoffmann          | Armeegeneral Heinz Hoffmann (1910–1985) | 14 juli 1960                          | 2 december 1985  | SED              | Sindermann                      |               |
| 2   | Willi Stoph (1976–1989)      | Heinz Hoffmann          | Armeegeneral Heinz Hoffmann (1910–1985) | 14 juli 1960                          | 2 december 1985  | SED              | Stoph IV                        |               |
| 2   | Willi Stoph (1976–1989)      | Heinz Hoffmann          | Armeegeneral Heinz Hoffmann (1910–1985) | 14 juli 1960                          | 2 december 1985  | SED              | Stoph V                         |               |
| 3   | Willi Stoph (1976–1989)      |                         | Heinz Keßler                            | Armeegeneral Heinz Keßler (1920–2017) | 3 december 1985  | 18 november 1989 | SED                             |               |
| 3   |                              | Hans Modrow (1989–1990) | Heinz Keßler                            | Armeegeneral Heinz Keßler (1920–2017) | 3 december 1985  | 18 november 1989 | SED                             | Modrow        |
| 4   |                              | Hans Modrow (1989–1990) | Theodor Hoffmann                        | Admiral Theodor Hoffmann (1935–2018)  | 18 november 1989 | 12 april 1990    | SED                             | Modrow        |
| 5   |                              | Rainer Eppelmann        | Rainer Eppelmann (1943)                 | 12 april 1990                         | 2 oktober 1990   | DA (1990)        | Lothar de Maizière (1990)       | De Maizière   |
| 5   | CDUD (1990)                  | Rainer Eppelmann        | Rainer Eppelmann (1943)                 | 12 april 1990                         | 2 oktober 1990   |                  | Lothar de Maizière (1990)       | De Maizière   |

## Bondsministers van Defensie van deBondsrepubliek Duitsland(1955–heden)
| Nr. | Bondsminister van Defensie Verteidigungsminister | Bondsminister van Defensie Verteidigungsminister | Bondsminister van Defensie Verteidigungsminister | Ambtstermijn     | Ambtstermijn     | Partij(en) | Bonds- kanselier(s)              | Kabinet(ten) |
| --- | ------------------------------------------------ | ------------------------------------------------ | ------------------------------------------------ | ---------------- | ---------------- | ---------- | -------------------------------- | ------------ |
| 1   |                                                  | Theodor Blank                                    | Theodor Blank (1905–1972)                        | 6 juni 1955      | 16 oktober 1956  | CDU        | Konrad Adenauer (1951–1963)      | Adenauer II  |
| 2   | .                                                | Franz Josef Strauß                               | Franz Josef Strauß (1915–1988)                   | 16 oktober 1956  | 16 december 1962 | CSU        | Konrad Adenauer (1951–1963)      | Adenauer II  |
| 2   | .                                                | Franz Josef Strauß                               | Franz Josef Strauß (1915–1988)                   | 16 oktober 1956  | 16 december 1962 | CSU        | Konrad Adenauer (1951–1963)      | Adenauer III |
| 2   | .                                                | Franz Josef Strauß                               | Franz Josef Strauß (1915–1988)                   | 16 oktober 1956  | 16 december 1962 | CSU        | Konrad Adenauer (1951–1963)      | Adenauer IV  |
| 2   | .                                                | Franz Josef Strauß                               | Franz Josef Strauß (1915–1988)                   | 16 oktober 1956  | 16 december 1962 | CSU        | Konrad Adenauer (1951–1963)      | Adenauer V   |
| 3   |                                                  | Kai-Uwe von Hassel                               | Kai-Uwe von Hassel (1913–1997)                   | 16 december 1962 | 1 december 1966  | CDU        | Konrad Adenauer (1951–1963)      |              |
| 3   |                                                  | Kai-Uwe von Hassel                               | Kai-Uwe von Hassel (1913–1997)                   | 16 december 1962 | 1 december 1966  | CDU        | Ludwig Erhard (1963–1966)        | Erhard I     |
| 3   | Erhard II                                        | Kai-Uwe von Hassel                               | Kai-Uwe von Hassel (1913–1997)                   | 16 december 1962 | 1 december 1966  | CDU        | Ludwig Erhard (1963–1966)        |              |
| 4   |                                                  | Gerhard Schröder                                 | Gerhard Schröder (1910–1989)                     | 1 december 1966  | 22 oktober 1969  | CDU        | Kurt Georg Kiesinger (1966–1969) | Kiesinger    |
| 5   |                                                  | Helmut Schmidt                                   | Helmut Schmidt (1918–2015)                       | 22 oktober 1969  | 7 juli 1972      | SPD        | Willy Brandt (1969–1974)         | Brandt I     |
| 6   | .                                                | Georg Leber                                      | Georg Leber (1920–2012)                          | 7 juli 1972      | 16 februari 1978 | SPD        | Willy Brandt (1969–1974)         | Brandt I     |
| 6   | .                                                | Georg Leber                                      | Georg Leber (1920–2012)                          | 7 juli 1972      | 16 februari 1978 | SPD        | Willy Brandt (1969–1974)         | Brandt II    |
| 6   | .                                                | Georg Leber                                      | Georg Leber (1920–2012)                          | 7 juli 1972      | 16 februari 1978 | SPD        | Helmut Schmidt (1974–1982)       | Schmidt I    |
| 6   | .                                                | Georg Leber                                      | Georg Leber (1920–2012)                          | 7 juli 1972      | 16 februari 1978 | SPD        | Helmut Schmidt (1974–1982)       | Schmidt II   |
| 7   |                                                  | Hans Apel                                        | Hans Apel (1932–2011)                            | 16 februari 1978 | 1 oktober 1982   | SPD        | Helmut Schmidt (1974–1982)       |              |
| 7   | Schmidt III                                      | Hans Apel                                        | Hans Apel (1932–2011)                            | 16 februari 1978 | 1 oktober 1982   | SPD        | Helmut Schmidt (1974–1982)       |              |
| 8   |                                                  | Manfred Wörner                                   | Manfred Wörner (1934–1994)                       | 1 oktober 1982   | 18 mei 1988      | CDU        | Helmut Kohl (1982–1998)          | Kohl I       |
| 8   | Kohl II                                          | Manfred Wörner                                   | Manfred Wörner (1934–1994)                       | 1 oktober 1982   | 18 mei 1988      | CDU        | Helmut Kohl (1982–1998)          |              |
| 8   | Kohl III                                         | Manfred Wörner                                   | Manfred Wörner (1934–1994)                       | 1 oktober 1982   | 18 mei 1988      | CDU        | Helmut Kohl (1982–1998)          |              |
| 9   |                                                  | Rupert Scholz                                    | Rupert Scholz (1937)                             | 18 mei 1988      | 21 april 1989    | CDU        | Helmut Kohl (1982–1998)          |              |
| 10  | .                                                | Gerhard Stoltenberg                              | Gerhard Stoltenberg (1928–2001)                  | 21 april 1989    | 1 april 1992     | CDU        | Helmut Kohl (1982–1998)          |              |
| 10  | .                                                | Gerhard Stoltenberg                              | Gerhard Stoltenberg (1928–2001)                  | 21 april 1989    | 1 april 1992     | CDU        | Helmut Kohl (1982–1998)          | Kohl IV      |
| 11  |                                                  | Volker Rühe                                      | Volker Rühe (1942)                               | 1 april 1992     | 27 oktober 1998  | CDU        | Helmut Kohl (1982–1998)          | Kohl IV      |
| 11  | Kohl V                                           | Volker Rühe                                      | Volker Rühe (1942)                               | 1 april 1992     | 27 oktober 1998  | CDU        | Helmut Kohl (1982–1998)          |              |
| 12  |                                                  | Rudolf Scharping                                 | Rudolf Scharping (1947)                          | 27 oktober 1998  | 19 juli 2002     | SPD        | Gerhard Schröder (1998–2005)     | Schröder I   |
| 13  |                                                  | Peter Struck                                     | Peter Struck (1943–2012)                         | 19 juli 2002     | 22 november 2005 | SPD        | Gerhard Schröder (1998–2005)     | Schröder I   |
| 13  | Schröder II                                      | Peter Struck                                     | Peter Struck (1943–2012)                         | 19 juli 2002     | 22 november 2005 | SPD        | Gerhard Schröder (1998–2005)     |              |
| 14  |                                                  | Franz Josef Jung                                 | Franz Josef Jung (1949)                          | 22 november 2005 | 28 oktober 2009  | CDU        | Angela Merkel (2005–2021)        | Merkel I     |
| 15  |                                                  | Karl-Theodor zu Guttenberg                       | Freiherr Karl-Theodor zu Guttenberg (1971)       | 28 oktober 2009  | 3 maart 2011     | CSU        | Angela Merkel (2005–2021)        | Merkel II    |
| 16  |                                                  | Thomas de Maizière                               | Thomas de Maizière (1954)                        | 3 maart 2011     | 17 december 2013 | CDU        | Angela Merkel (2005–2021)        | Merkel II    |
| 17  |                                                  | Ursula von der Leyen                             | Ursula von der Leyen (1956)                      | 17 december 2013 | 17 juli 2019     | CDU        | Angela Merkel (2005–2021)        | Merkel III   |
| 17  | Merkel IV                                        | Ursula von der Leyen                             | Ursula von der Leyen (1956)                      | 17 december 2013 | 17 juli 2019     | CDU        | Angela Merkel (2005–2021)        |              |
| 18  |                                                  | Annegret Kramp-Karrenbauer                       | Annegret Kramp- Karrenbauer (1962)               | 17 juli 2019     | 8 december 2021  | CDU        | Angela Merkel (2005–2021)        |              |
| 19  |                                                  | Christine Lambrecht                              | Christine Lambrecht (1965)                       | 8 december 2021  | 19 januari 2023  | SPD        | Olaf Scholz (2021–2025)          | Scholz       |
| 20  |                                                  | Boris Pistorius                                  | Boris Pistorius (1960)                           | 19 januari 2023  | heden            | SPD        | Olaf Scholz (2021–2025)          | Scholz       |
| 20  |                                                  | Boris Pistorius                                  | Boris Pistorius (1960)                           | 19 januari 2023  | heden            | SPD        | Friedrich Merz (2025–heden)      | Merz         |